# Santa Jona
Santa Jona è una frazione del comune di Ovindoli (AQ), in Abruzzo.

## Geografia fisica
Il paese è situato a 969 m s.l.m. alle pendici dei monti della Magnola, appartenenti al gruppo montuoso del Sirente-Velino in un'area di demarcazione tra la Marsica fucense e l'altopiano delle Rocche. Dominato dalle vette dei monti Faito e Tino (Serra di Celano) confina a nord con San Potito, a sud-sudest con il territorio di Celano, infine a ovest con Castelnuovo (Tre Monti) e Forme. Ricade nel territorio protetto del parco naturale regionale Sirente-Velino.
Dista circa 4,2 chilometri dal capoluogo comunale.

## Origini del nome
Il toponimo deriva dal nome di una sorgente dedicata a santa Eugenia, nei pressi della quale il primordiale nucleo venne fondato. Il nome a causa del dialetto locale avrebbe subito delle alterazioni linguistiche modificandosi per contrazione in Santa Jona, in cui la "J" definisce la "g" di Eugenia. Esso apparve in alcuni documenti ecclesiastici anche in forma abbreviata come "S. Jona"; erroneamente trascritto al maschile il nome fu confuso con quello del profeta biblico, venerato come santo, Giona.
La denominazione ufficiale della frazione è Santa Jona anche se spesso appare, soprattutto nei documenti di carattere storico, come Santa Iona.

## Storia

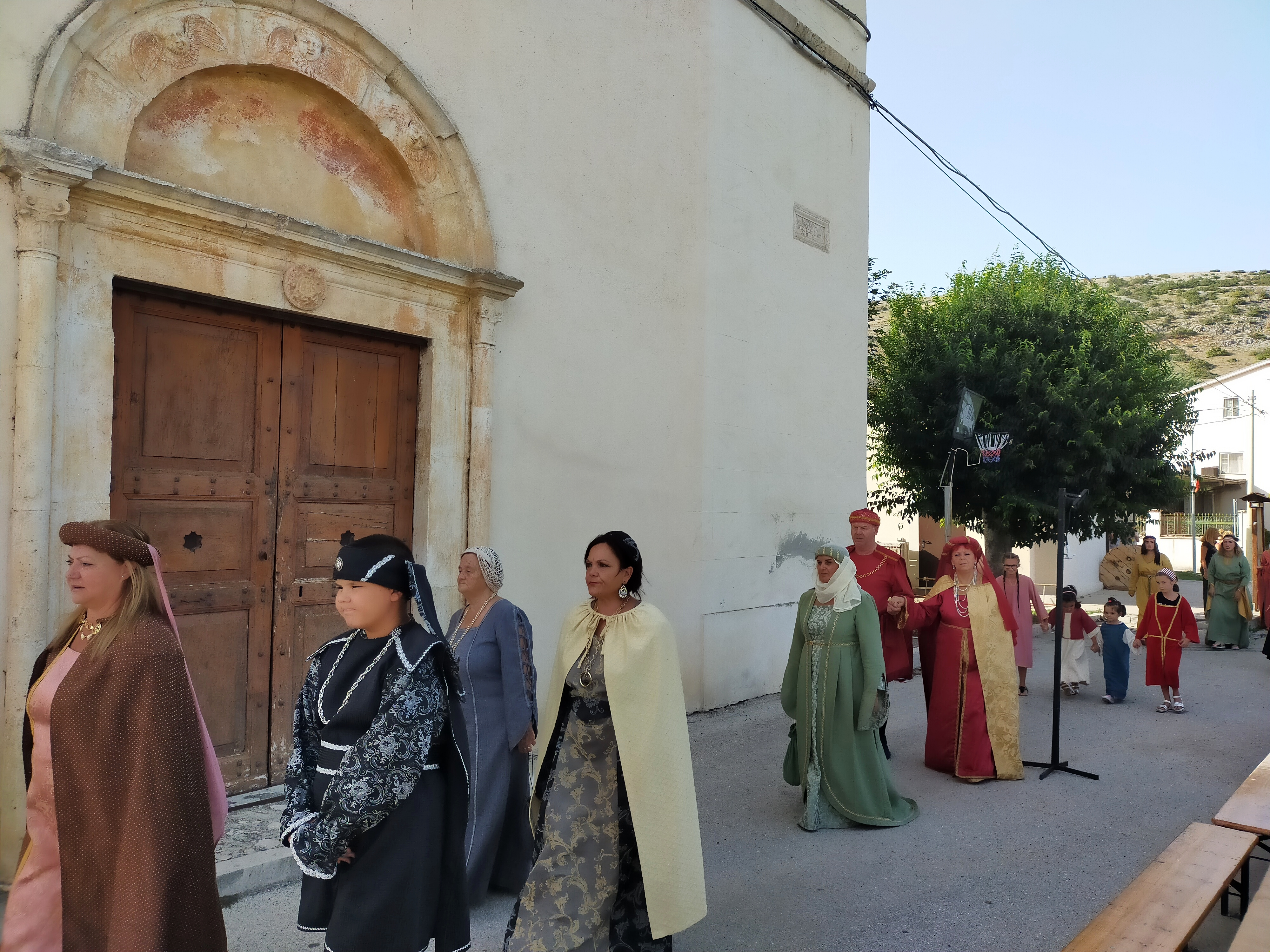
Corteo medievale a Santa Jona

Il Catalogus baronum del 1187 riporta i territori inclusi tra Celano e Rovere, nella diocesi dei Marsi, tra i feudi del conte Ruggero Berardi. La chiesa e la "terra di Santa Eugenia" sono citate nella bolla pontificia di Papa Gregorio IX del 1231 e in registri angioini della seconda metà del Duecento.
Il nucleo fortificato, denominato "Castrum Sancte Eugenie", sorse intorno alla torre normanna del XII secolo collocata sul Colle Marciano, a ridosso del castello-recinto che si sviluppò alla fine del medesimo secolo. Il nucleo crebbe successivamente intorno alla torre di avvistamento circolare duecentesca. La struttura militare, edificata dai conti dei Marsi, si trovava in allineamento visivo con le torri collocate sulle montagne che circondano il Fucino, in particolare con quelle di Venere e Sperone, con i castelli di Celano e San Potito e, sul versante dell'altopiano delle Rocche, con le fortificazioni di Ovindoli e Rovere.
Il centro conquistò una certa autonomia elevandosi a piccola universitas dotata di stemmi; il primo raffigura il sinistrocherio che tiene una palma, il secondo invece risulta sovrastato dalla scritta "Universitas S. Aeugeniae" raffigurando la protettrice santa Eugenia tenere in mano il paese.
Il catasto fu invece redatto nell'anno 1639. Santa Jona seguì le vicende storiche della contea di Celano e del territorio della Marsica.
Nel 1811, in seguito all'abolizione del sistema feudale, Santa Jona e San Potito furono distaccati dal governo di Celano per entrare a far parte del comune di Ovindoli incluso nel distretto di Avezzano.
Il terremoto della Marsica del 1915 causò diverse vittime e gravi danni al patrimonio architettonico, come il crollo delle chiese di Santa Eugenia e di Santa Maria della Grazie e di alcune porzioni della torre duecentesca.
Il paese è stato ricostruito nel corso del XX secolo.

## Monumenti e luoghi d'interesse

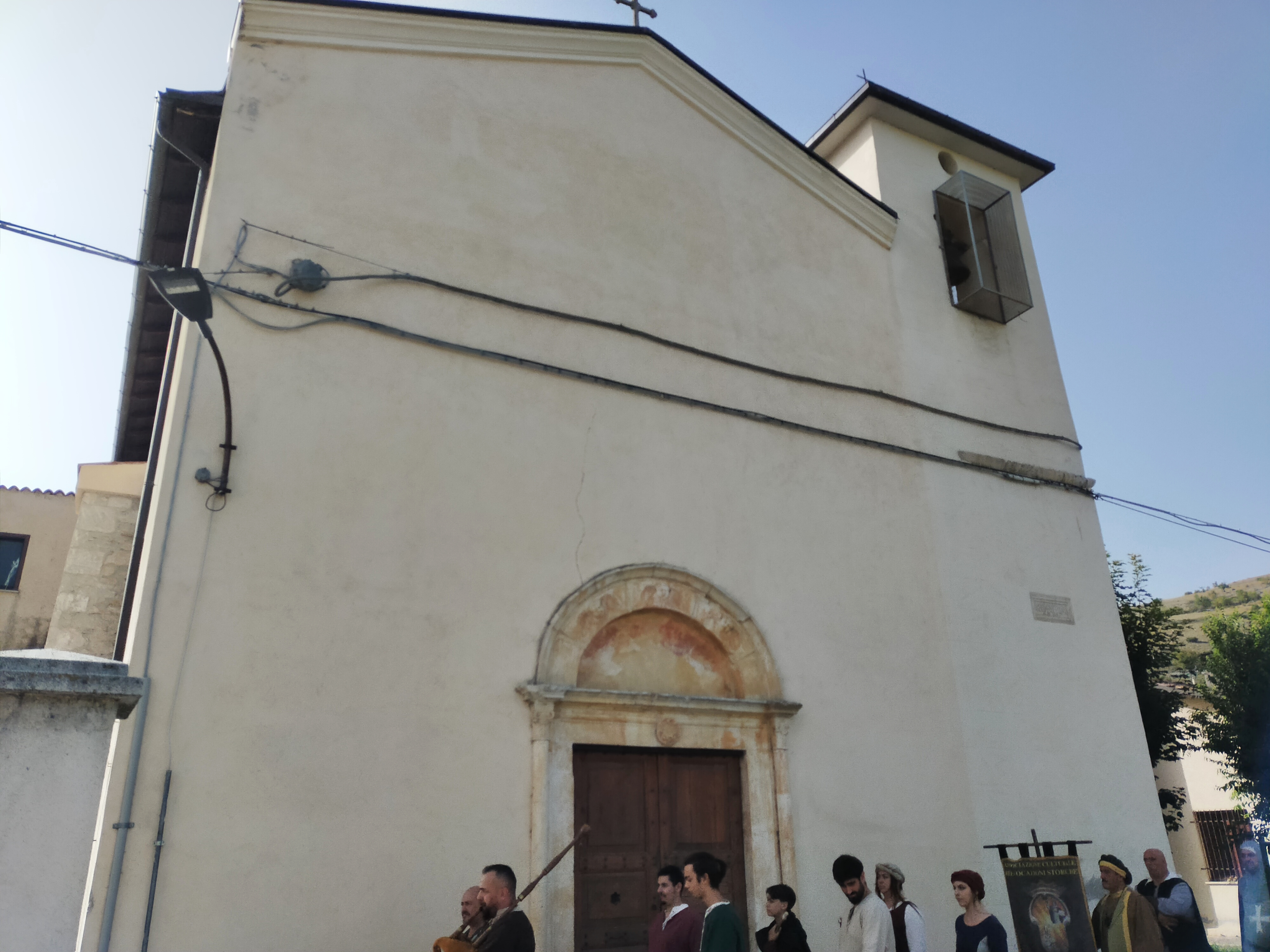
Chiesa di Santa Maria di Collemarciano

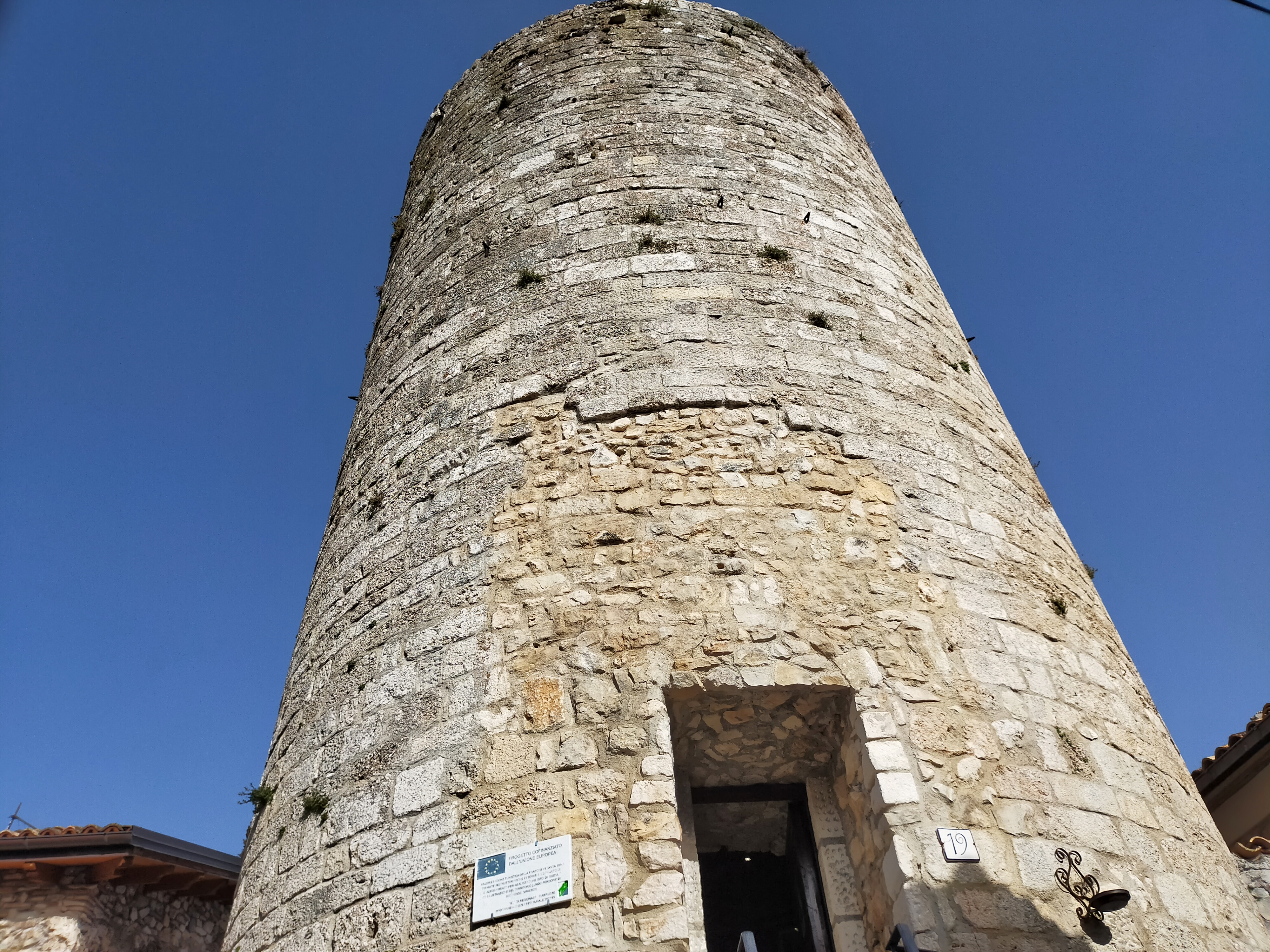
Torre medievale

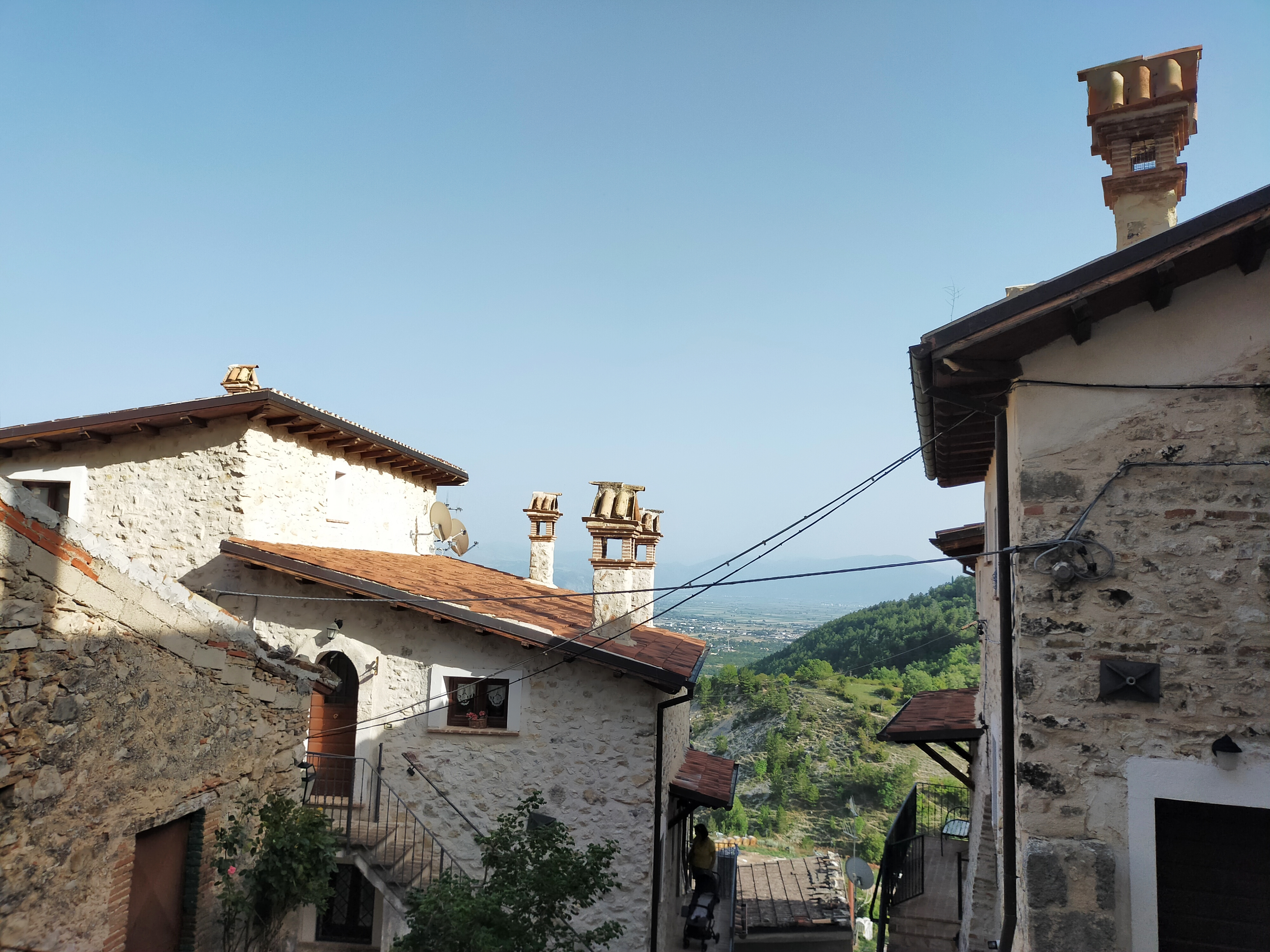
Scorcio del paese antico

### Architetture religiose
Chiesa di Santa Maria di CollemarcianoEdificio di culto ricostruito nel 1950 dopo che il terremoto della Marsica del 1915 fece crollare l'antica chiesa dedicata originariamente a santa Maria delle Grazie. A navata unica conserva alcuni affreschi del Cinquecento e l'antico portale in pietra. La chiesa parrocchiale, situata nella contrada di Colle Marciano, è affiancata da un campanile a base quadrata.
Chiesa scomparsa di Santa EugeniaEra situata nell'omonimo rione centrale all'interno delle mura medievali. La chiesa originaria risulta citata in alcuni documenti storici ed ecclesiastici già a cominciare dalla prima metà del XIII secolo.

### Architetture militari
Torre medievaleEdificata a cominciare dal XIII, dal conte Tommaso. Di forma circolare aveva originariamente funzioni di avvistamento, essendo situata nel territorio di passaggio tra la Marsica e la conca aquilana, ed essendo in comunicazione visiva con le strutture simili presenti nel territorio circostante. Danneggiata dal terremoto del 1915 è stata successivamente riabassata per questioni di sicurezza; la merlatura è andata perduta. Alla base della struttura è collocata la cisterna, nella parte alta della muratura si trova invece la pusterla. Attorno alla torre si è andato sviluppando nel corso dei secoli il paese contemporaneo.

### Siti archeologici
- Resti del santuario italico-romano di Santa Eugenia a nord del paese[17]. In epoca romana il primordiale nucleo era collocato in posizione diversa rispetto al paese contemporaneo, sulle pendici del monte Magnola, lungo una delle antiche strade che da Alba Fucens conducevano all'altopiano delle Rocche[5]. L'acquedotto romano di Alba Fucens collegava la sorgente di Santa Eugenia all'omonima città romana.
- Resti della fortificazione di Oretino situati in località Calcare di Casalmartino a 1 166 m s.l.m. La fortezza venne fatta edificare da Berardo II dei conti dei Marsi tra il X e l'XI secolo[18].

### Aree naturali
- Parco naturale regionale Sirente-Velino.
- Rio Santa Jona, il torrente attraversa la val d'Arano riversando le acque più in basso, attraverso delle suggestive cateratte, nel Rio La Foce lungo le gole di Celano[19].
- Monti della Magnola.
- Anello di Santa Jona.
- Fonte Capo la Maina.

## Società

### Tradizioni e folclore
Annualmente, tra la fine di agosto e i primi giorni di settembre, si svolge la festa patronale in onore di santa Eugenia.

## Infrastrutture e trasporti

### Strade
La strada statale 696 del Parco Regionale Sirente-Velino collega la Marsica fucense all'altopiano delle Rocche e alla conca aquilana. La strada provinciale 24 collega Santa Jona a Forme e Alba Fucens.

## Sport
Alcuni maneggi presenti nel territorio permettono di praticare l'ippica o di passeggiare a cavallo lungo i sentieri del Sirente-Velino. In questa area è molto praticato anche l'escursionismo leggero verso il Pizzo di Ovindoli, la Serra di Celano o il monte Magnola.